# Olivenblättertee

Olivenblättertee, ganze Blätter

Olivenblättertee, zerkleinerte Blätter

Olivenblättertee oder Olivenblatttee wird aus frischen oder getrockneten Blättern vom Olivenbaum hergestellt.

## Zubereitung
Die Olivenblätter werden dabei zerkleinert, oder im ganzen mit kochendem Wasser aufgegossen. Werden die Olivenblätter zerkleinert, können sich die Inhaltsstoffe besser entfalten. Zerkleinert wird empfohlen, den Tee 5–8 Minuten ziehen zu lassen, bei ganzen Blättern 10 Minuten und länger.

## Geschichte
Olivenblättertee ist überwiegend in Ländern des Mittelmeerraums verbreitet. Dort hat der Tee eine lange Tradition und wird auch in der Naturheilkunde verwendet. Dem Tee werden viele positive Eigenschaften zugesprochen. Schon in der Antike schätzte man ihn unter anderem zur „Stärkung“ des Immunsystems, bei Bluthochdruck, bei Schlafstörungen oder Nervosität. Um den Leichnam vor Pilz-, Bakterien und Parasitenbefall zu schützen, wurden im Alten Ägypten auch gepresste Olivenblätter beim Mumifizieren verwendet. Hildegard von Bingen empfahl Olivenblättertee bei Magen- und Verdauungsproblemen.

## Inhaltsstoffe

Strukturformel Olivins

Wie das Olivenöl enthalten Olivenblätter Oleuropein, phenolische Verbindungen (Hydroxytyrosol, Kaffeesäure), organische Säuren und sekundäre Pflanzenstoffe wie Flavonoide (Olivin, Rutin, Hesperidin, Quercetin). Verantwortlich für die gesundheitlichen Eigenschaften vom Olivenöl ist zu einem großen Teil der Wirkstoff Oleuropein. Im Olivenblatt tritt Oleuropein in einer höheren Konzentration auf als in der Olive selbst. Die Substanz schützt den immergrünen Olivenbaum vor Krankheiten. Olivenbäume werden mehrere Jahrhunderte alt.
Wegen seiner gesundheitlichen Wirkung wird Olivenblattextrakt traditionell als Heilmittel angewendet. Es fehlen wissenschaftliche Belege dafür, dass ein Extrakt aus Olivenblättern den Blutdruck senken kann. Zudem wurde in klinischen Studien nicht untersucht, ob Olivenblätter-Extrakt eine Wirkung auf die Herz-Kreislauf-Gesundheit entfaltet.
Im Gegensatz zu grünem oder schwarzem Tee ist Olivenblättertee von Natur aus koffeinfrei. Bei längerer Ziehzeit entwickelt der Olivenblättertee im Nachhall die vom Olivenöl bekannte leicht bittere Note.